# زمین‌لرزه ۱۹۰۶ سان فرانسیسکو

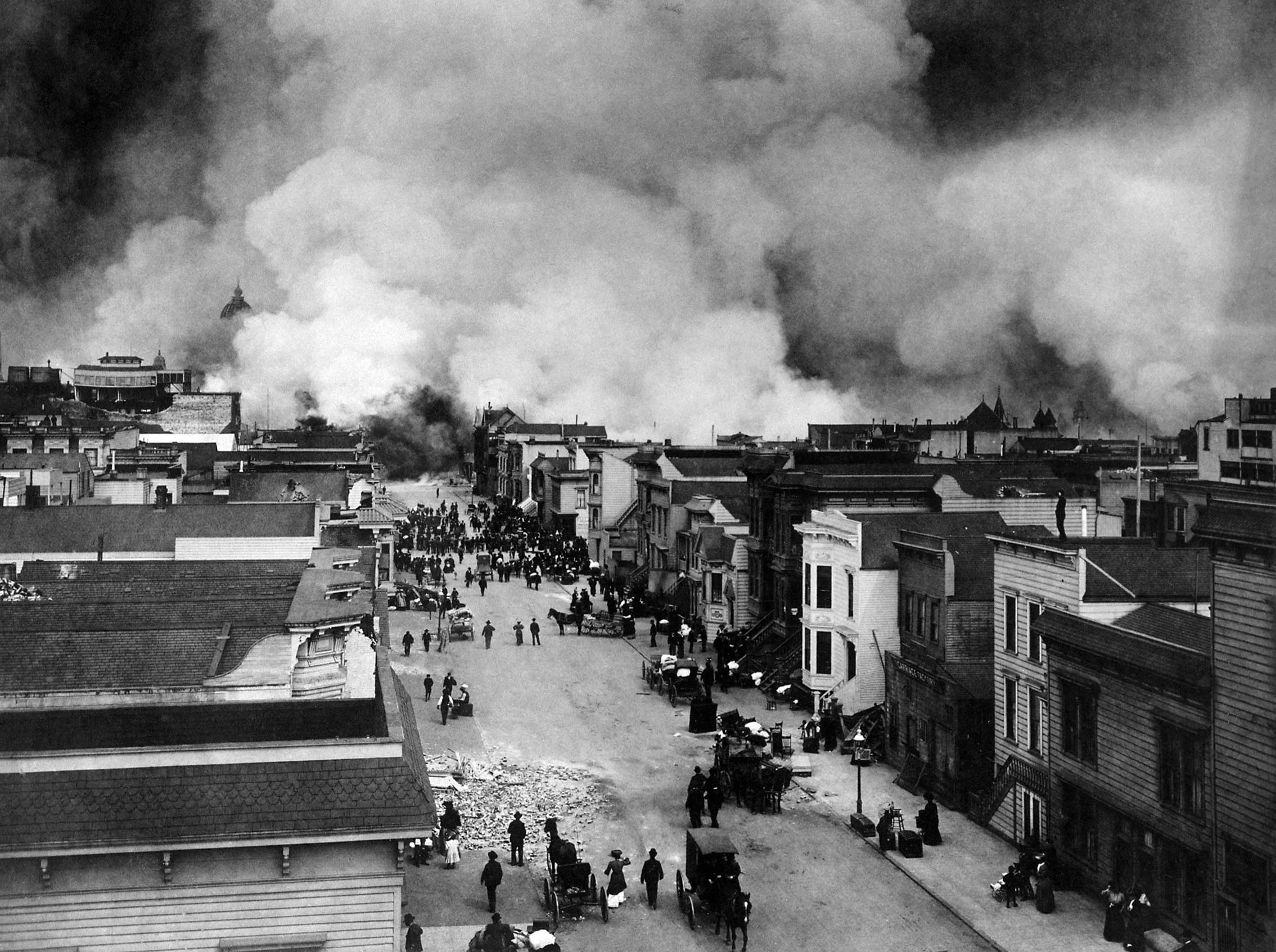
زمین‌لرزه ۱۹۰۶ سانفرانسیسکو

زمین‌لرزه ۱۹۰۶ سان فرانسیسکو، زمین‌لرزه‌ی مخربی بود که در روز چهارشنبه ۱۸ آوریل ۱۹۰۶ (۲۹ فروردین ۱۲۸۵) در ساعت ۵:۱۲ صبح با بزرگی ۷/۸ واحد مقیاس بزرگای گشتاوری در سواحل شمال ایالت کالیفرنیا در ایالات متحده به وقوع پیوست. این زمین لرزه باعث تخریب شهر و شروع آتش‌سوزی در شهر سانفرانسیسکو که تا هفت روز ادامه داشت. تلفات این زمین‌لرزه بین ۷۰۰ تا ۳۰۰۰ نفر ثبت شده است. این حادثه باعث تخریب بیش از هشتاد درصد این شهر شد.
این زمین لرزه به همراه طوفان ۱۹۰۰ گالوستون و طوفان کاترینا بدترین حوادث طبیعی تاریخ کشور ایالات متحده آمریکا می‌باشند. با توجه به‌شمار تلفات این حادثه طبیعی همچنان پر تلفات‌ترین حادثه طبیعی تاریخ ایالت کالیفرنیا به‌شمار می‌رود.